# Gottfried Feder

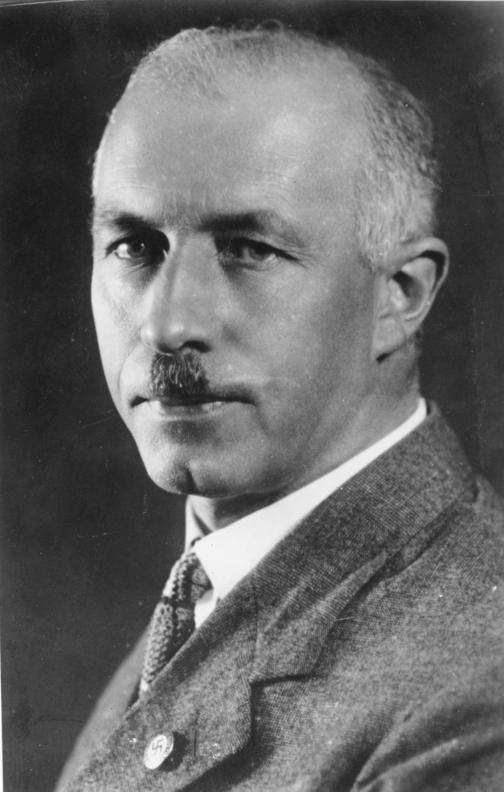
Gottfried Feder (1930)

Gottfried Feder (* 27. Januar 1883 in Würzburg; † 24. September 1941 in Murnau am Staffelsee) war ein deutscher Ingenieur sowie nationalsozialistischer Wirtschaftstheoretiker und Politiker. Als wirtschaftswissenschaftlicher Autodidakt veröffentlichte er 1919 sein antisemitisches Manifest zur Brechung der Zinsknechtschaft des Geldes. Adolf Hitler, der 1919 in einem Schulungskurs der Reichswehr einen Vortrag Feders gehört hatte, erklärte in seinem Buch Mein Kampf Feder zu einem wichtigen Einfluss auf seine eigenen wirtschaftspolitischen Vorstellungen.
Feder war Gründer des Deutschen Kampfbundes zur Brechung der Zinsknechtschaft, Mitglied der Thule-Gesellschaft und des Deutschvölkischen Schutz- und Trutzbundes. Er schloss sich der Deutschen Arbeiterpartei und auch der Nationalsozialistischen Deutschen Arbeiterpartei an. Feders wirtschaftspolitische Forderungen fanden im 25-Punkte-Programm der NSDAP Berücksichtigung, und Feder agierte als Sprecher der Partei in wirtschaftspolitischen Fragen. Wie groß sein Einfluss auf Hitler und innerhalb der NS-Bewegung letztendlich war, ist unter Historikern jedoch umstritten. Nach der nationalsozialistischen Machtergreifung 1933 wurde Feder Staatssekretär im Reichsministerium für Wirtschaft. Nach der Versetzung in den einstweiligen Ruhestand 1934 nahm er bis zu seinem Tod verschiedene Lehraufträge wahr.

## Leben
Feders Vater und Großvater waren höhere Beamte des Königreichs Bayern. Nachdem er in Ansbach sein Abitur abgelegt hatte, studierte Feder Bauwesen mit einem Schwerpunkt auf Eisenbetonbau an den Technischen Hochschulen in München, Charlottenburg und Zürich. Er wurde 1901 Mitglied des Corps Isaria und erwarb sich einen Ruf als Fechter. Eine bei einer Mensur erlittene Schädelverletzung machte ihn für den Militärdienst untauglich.
Seit 1905 Diplomingenieur, wurde Feder 1908 Teilhaber und Leiter der Münchner Niederlassung der Baufirma Ackermann GmbH & Co. KG, für die er in Deutschland, Italien und Bulgarien Großbauten wie Lagerhäuser und Brücken baute, sowie im Ersten Weltkrieg Munitionsanstalten und Flugzeughallen. Außerdem widmete er sich der Konstruktion eines Schiffes aus Eisenbeton. Seine Tätigkeit als Bauunternehmer musste Feder jeweils mit Krediten finanzieren. Er begann, sich autodidaktisch mit Fragen der Finanztheorie auseinanderzusetzen. Im November 1918 schrieb er unter dem Eindruck der deutschen Niederlage sein im folgenden Jahr veröffentlichtes Manifest zur Brechung der Zinsknechtschaft des Geldes, in welchem er die Idee formulierte, die Wurzel allen Übels, das über Deutschland hereingebrochen war, seien die Zinsen. Sie gelte es abzuschaffen.

„Der Leihzinsgedanke ist die teuflische Erfindung des Großleihkapitals, sie ermöglicht allein das träge Drohnenleben einer Minderzahl von Geldmächtigen auf Kosten der schaffenden Völker und ihrer Arbeitskraft, sie hat zu den tiefen, unüberbrückbaren Gegensätzen, zum Klassenhaß geführt, aus dem der Bürgerkrieg und Bruderkrieg geboren ist“

Zudem sprach er sich darin für eine Verstaatlichung der Banken und der Börse aus. Dadurch werde, wie er hoffte, eine Überwindung des Klassenkampfs ermöglicht. Feder war kein grundsätzlicher Gegner von Kapital und Privatbesitz, unterschied aber im völkisch-antisemitischen Sinne zwischen „raffendem“ und „schaffendem“ Kapital. Unter ersterem verstand er das Handels- und Finanzkapital, das er in den Händen weniger Großkapitalisten wie der Rothschilds konzentriert sah. Das „schaffende Kapital“ sollte dagegen künftig allein vom Staat ausgegeben und kontrolliert werden. Deutschland solle den Staatsbankrott erklären und das Geldwesen verstaatlichen, um sich aus der internationalen Zinsknechtschaft zu lösen. Feder distanzierte sich vom Marxismus und postulierte die gemeinsamen Interessen von Arbeitern und Arbeitgebern am Ertrag der nationalen Volkswirtschaft. Zwar sah er „das bewußte Zusammenspiel der machtgierigen Großkapitalisten aller Völker“ als Teil einer jüdischen Weltverschwörung, ordnete die Ausschaltung des Judentums aber seinen ökonomischen Zielen unter.
In den folgenden Jahren widmete sich Feder seiner politischen Mission. Er zog sich aus seinem Unternehmen zurück und siedelte 1920 von München nach Murnau am Staffelsee über. Seinen Lebensunterhalt bestritt er als Vortragsredner. Er kam mit der Thule-Gesellschaft und dem antisemitischen Schriftsteller Dietrich Eckart in Kontakt und arbeitete als Referent und Übungsleiter für die Nachrichten-, Presse- und Propagandaabteilung des Reichswehr-Gruppenkommandos 4. In einem seiner Kurse saß im Juni 1919 Adolf Hitler, der sich von Feders Thesen tief beeindruckt zeigte und diese für seine antisemitische Agitation adaptierte. Feder nahm im September 1919 auch an einer Versammlung der Deutschen Arbeiterpartei teil und trat ihr bei (Mitgliedsnummer 531). Ungefähr zur selben Zeit (1919/20) gehörte er zu den wichtigsten Versammlungsrednern für den Deutschvölkischen Schutz- und Trutzbund. Daneben war er – neben Alfred Rosenberg und Richard Euringer – Mitarbeiter der von Dietrich Eckart zwischen 1918 und 1921 verlegten Wochenschrift Auf gut deutsch.
Zwar fanden im 25-Punkte-Programm der NSDAP Federsche Forderungen in den Punkten 10 und 11 Berücksichtigung, namentlich die „Brechung der Zinsknechtschaft“. Dass Feder aber unmittelbar am Parteiprogramm mitgewirkt hätte, lässt sich nicht eindeutig belegen. Feder blieb in der Partei offenbar ein Außenseiter. Er gründete im Januar 1920 seinen eigenen Deutschen Kampfbund zur Brechung der Zinsknechtschaft, der aber nur geringe Wirkung entfaltete. Er suchte deshalb 1922 wieder engeren Kontakt zur NSDAP. Als eine Art wirtschafts- und finanzpolitischer Sprecher trat Feder im Januar 1923 auf dem Parteitag der NSDAP als Redner gleich nach Hitler auf. Er diente sich der Partei als Programmatiker an, traf aber auf Vorbehalte Hitlers, der auf gegenrevolutionäre Aktionen setzte und auf seinen eigenen Führungsanspruch achtete.
Während des Hitlerputsches richtete Feder gemeinsam mit Max Amann und anderen nationalsozialistischen Propagandagrößen in den beschlagnahmten Geschäftsräumen der Bayerischen Siedlungs- und Landbank in der Kanalstraße ein Propagandahauptquartier ein, in dem Plakate und Erlasse entworfen und öffentliche Versammlungen geplant wurden. Nach der Neugründung der NSDAP im Februar 1925 trat Feder der Partei zum 1. Mai 1925 bei (Mitgliedsnummer 11), erhielt aber kein offizielles Parteiamt. Von 1924 bis 1936 gehörte er jedoch für die völkische Fraktion bzw. die NSDAP dem Deutschen Reichstag an.
Feder gab sich zunehmend als „Programmatiker der Bewegung“. In den Auseinandersetzungen mit Gregor Straßer, der sich um eine Präzisierung der 25-Punkte bemühte, sorgte Feder um die Jahreswende 1925/26 dafür, dass Hitler die Versuche, ein innerparteiliches Forum für eine Programmdiskussion zu errichten, unterband. Hitler beauftragte ihn mit der „Wahrung der programmatischen Grundlagen“ der NSDAP. Auch erhielt Feder 1927 die Herausgeberschaft der neuen parteioffiziellen Schriftenreihe Nationalsozialistische Bibliothek. Exekutive Befugnisse innerhalb der Partei erhielt er jedoch nicht.
Ende 1928 übernahm Feder vier süddeutsche NS-Gauzeitungen, darunter die Schriftleitung des Ingolstädter NS-Kampfblattes Der Donaubote. Wirtschaftlich erwies sich dies indes als Fehlschlag, bei dem Feder in den folgenden drei Jahren sein Privatvermögen verlor. Beim Ausbau der Reichsleitung der NSDAP erhielt er im November 1931 die Leitung des Wirtschaftsrates der NSDAP übertragen, konkurrierte aber mit der Wirtschaftspolitischen Abteilung unter Otto Wagener. Ebenfalls 1931 gründete Feder zusammen mit Paul Schultze-Naumburg den Kampfbund Deutscher Architekten und Ingenieure (KDAI), der innerhalb eines Jahres 2.000 Mitglieder gewinnen konnte.
Nach der Machtergreifung Hitlers 1933 wandte sich die Wirtschaftspolitik der NSDAP von der antikapitalistischen, jedoch nicht von der antisemitischen Haltung Feders ab. Im April 1933 scheiterte Feder mit seinem Versuch, Vorsitzender des Vereins Deutscher Ingenieure (VDI) zu werden. Im Juni 1933 wurde er entgegen seinen Hoffnungen nur zum Staatssekretär im Reichsministerium für Wirtschaft ernannt, zudem bekam er mit Hans Posse einen zweiten Staatssekretär aus der Ministerialbürokratie an die Seite gestellt. In dieser Zeit publizierte Feder das Buch Kampf gegen die Hochfinanz, das eine Sammlung seiner Veröffentlichungen und Reden enthält, sowie die Hetzschrift Die Juden (1933). Von März bis Dezember 1934 war Feder außerdem Reichskommissar für das Siedlungswesen; im Dezember 1934 wurde er in den einstweiligen Ruhestand versetzt.
Im November 1934 wurde Feder zum Honorarprofessor an der Technischen Hochschule Berlin ernannt, 1936 folgte die Ernennung zum beamteten außerordentlichen Professor an der Fakultät für Bauwesen der TH Berlin. Feder war an der TH „Professor für Siedlungswesen, Raumordnung und Städtebau (ab 1940 für: Raumordnung, Landes- und Stadtplanung)“. Daneben war er Mitglied der von Hans Frank gegründeten Akademie für Deutsches Recht, die im Zuge der Gleichschaltung des Rechtswesens entstanden war.
Feder starb am 24. September 1941 in Murnau am Staffelsee.

## Veröffentlichungen

Buchausgabe, 6. Auflage 1935

- Das Manifest zur Brechung der Zinsknechtschaft des Geldes, in: Kritische Rundschau (1919).
  - Erweiterte Neuausgabe in: An Alle, Alle! Nr. 1 (1919).
- Der Staatsbankerott. Die Rettung, in: An Alle, Alle! Nr. 2 (1919).[22]
- Das Programm der N.S.D.A.P. und seine weltanschaulichen Grundgedanken. (1927)
- Die Wohnungsnot und die soziale Bau- und Wirtschaftsbank als Retterin aus Wohnungselend, Wirtschaftskrise und Erwerbselend.
- Der Deutsche Staat auf nationaler und sozialer Grundlage. (1923).
- Was will Adolf Hitler? (1931).
- Kampf gegen die Hochfinanz. (1933).
- Die organische Volkswirtschaft. (1934).[23]
- Der ständische Gedanke im Nationalsozialismus.
- Grundriß einer nationalsozialistischen Volkswirtschaftstheorie.
- mit Ferdinand Werner, Ernst Graf zu Reventlow u. a.: Das neue Deutschland und die Judenfrage. Diskussionsbeitrag. 228 S., Rüdiger (C. E. Krug), Leipzig 1933 (Originaltitel: Der Jud ist schuld)
- Die Juden. Zentralverlag der NSDAP, Frz. Eher Nachf., München 1933.
- Die neue Stadt. Versuch der Begründung einer neuen Stadtplanungskunst aus der sozialen Struktur der Bevölkerung. Verlag von Julius Springer, Berlin 1939.